# Hyères-Est (tổng)
Tổng Hyères-Est là một tổng cũ thuộc tỉnh Var trong vùng Provence-Alpes-Côte d'Azur, tồn tại từ 13 tháng 1 năm 1997 đến 27 tháng 2 năm 2014 thì sáp nhập vào để tái lập tổng Hyères.

## Các xã
| Xã                      | Dân số     | Mã bưu chính | Mã insee |
| ----------------------- | ---------- | ------------ | -------- |
| Hyères (phần phía đông) | 26 424 (1) | 83400        | 83069    |

(1) một phần của xã.

## Thông tin nhân khẩu
| 1962                                                     | 1968 | 1975 | 1982 | 1990    | 1999    |
| -------------------------------------------------------- | ---- | ---- | ---- | ------- | ------- |
| -                                                        | -    | -    | -    | 22 908- | 26 424- |
| Nombre retenu à partir de 1962 : dân số không tính trùng |      |      |      |         |         |